# Gmina Dębowiec (Powiat Cieszyński)
Die Gmina Dębowiec ['dɛ̃boviets]Ausspracheⓘ ist eine Landgemeinde im Powiat Cieszyński der Woiwodschaft Schlesien in Polen. Ihr Sitz ist das gleichnamige Dorf (deutsch Baumgarten) mit etwa 1800 Einwohnern.
Die Gemeinde gehört zur Euroregion Teschener Schlesien (polnisch Śląsk Cieszyński).

## Geographie

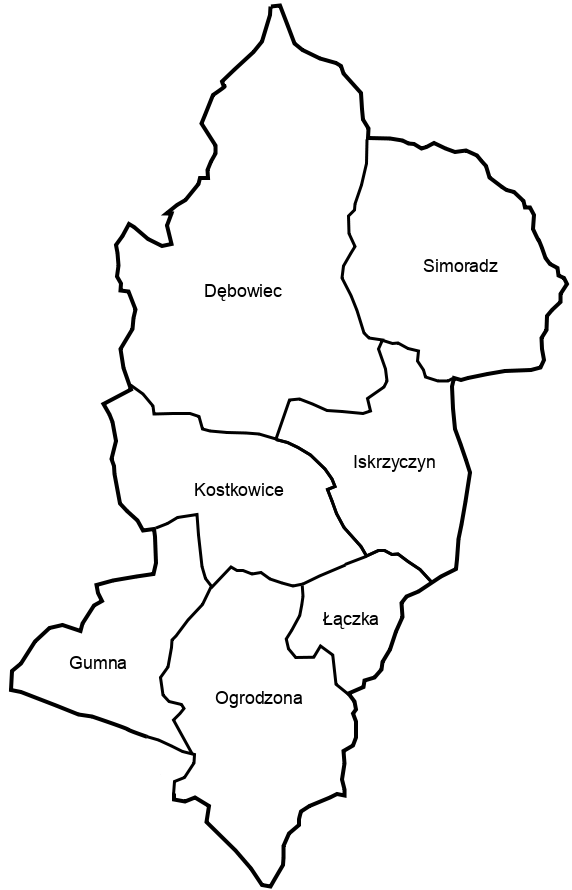
Dörfer der Gemeinde Dębowiec

Die Gemeinde liegt im Süden der Woiwodschaft. Die Grenze nach Tschechien ist etwa sechs Kilometer entfernt. Bielsko-Biała liegt etwa 25 Kilometer östlich, Katowice 55 Kilometer nördlich. Nachbargemeinden sind die Kreisstadt Cieszyn (Teschen) im Südwesten, Hażlach im Westen, Strumień im Norden, Skoczów im Osten und Goleszów im Süden.
Die Landschaft gehört zum Übergang vom Schlesischen Vorgebirge (Pogórze Śląskie) im Süden zum Ostrauer Becken (Kotlina Ostrawska) im Nordwesten und dem Auschwitzer Becken (Kotlina Oświęcimska) im Nordosten. Ein Fließgewässer ist die Knajka, die zur Weichsel entwässert.

## Geschichte
Die Landgemeinde wurde 1954 in Gromadas aufgelöst und 1973 wieder gebildet. Zwei Jahre später kam sie von der Woiwodschaft Katowice zur Woiwodschaft Bielsko-Biała, der Powiat wurde aufgelöst. Zum 1. Januar 1999 kam die Gemeinde zur Woiwodschaft Schlesien und wieder zum Powiat Cieszyński.

## Gliederung
Zur Landgemeinde (gmina wiejska) Dębowiec gehören sieben Dörfer mit einem Schulzenamt (sołectwo; deutsche Namen):
Dębowiec (Baumgarten)
Gumna (Gumna)
Iskrzyczyn (Iskrziczin)
Kostkowice (Kostkowitz)
Łączka (Loneczka)
Ogrodzona (Ogrodzon)
Simoradz (Schimoradz)

## Politik

### Gemeindevorsteher
An der Spitze der Verwaltung steht der Gemeindevorsteher. Seit 2006 ist dies Tomasz Michał Branny. Bei der turnusmäßigen Wahl 2024 wurde folgendes Ergebnis ermittelt:
- Tomasz Michał Branny (Wahlkomitee „Entwicklung und Zukunft“) 51,1 % der Stimmen
- Tomasz Kubicius (Wahlkomitee „Die Gemeinde Dębowiec ist unser Zuhause“) 34,7 % der Stimmen
- Waldemar Śniegoń (Wahlkomitee „Unsere Gemeinde Dębowiec“) 10,9 % der Stimmen
- Sylwester Kałuża (Wahlkomitee „Freundliche Gemeinde“) 3,3 % der Stimmen

Damit wurde Amtsinhaber Tomasz Michał Branny bereits im ersten Wahlgang wiedergewählt.
Bei der turnusmäßigen Wahl 2018 wurde folgendes Ergebnis ermittelt:
- Tomasz Michał Branny (Wahlkomitee „Entwicklung und Zukunft“) 75,6 % der Stimmen
- Sylwester Kałuża (Wahlkomitee „Es ist Zeit für Veränderung“) 24,4 % der Stimmen

Damit wurde Amtsinhaber Tomasz Michał Branny bereits im ersten Wahlgang wiedergewählt.

### Gemeinderat
Der Gemeinderat von Dębowiec besteht aus 15 Mitgliedern. Die Wahl 2024 führte zu folgendem Ergebnis:
- Wahlkomitee „Entwicklung und Zukunft“ 39,7 % der Stimmen, 7 Sitze
- Wahlkomitee „Die Gemeinde Dębowiec ist unser Zuhause“ 31,0 % der Stimmen, 4 Sitze
- Wahlkomitee „Unsere Gemeinde Dębowiec“ 15,6 % der Stimmen, 3 Sitze
- Wahlkomitee „Freundliche Gemeinde“ 10,5 % der Stimmen, kein Sitz
- Wahlkomitee „Parteilose lokale Verwaltung“ 3,2 % der Stimmen, 1 Sitz

Die Wahl 2018 führte zu folgendem Ergebnis:
- Wahlkomitee „Entwicklung und Zukunft“ 49,9 % der Stimmen, 11 Sitze
- Wahlkomitee „Es ist Zeit für Veränderung“ 33,1 % der Stimmen, 3 Sitze
- Prawo i Sprawiedliwość (PiS) 8,3 % der Stimmen, 1 Sitz
- Wählervereinigung für lokale Verwaltung 5,7 % der Stimmen, kein Sitz
- Übrige 3,1 % der Stimmen, kein Sitz

## Verkehr
Durch den Süden der Gemeinde verläuft die Schnellstraße S52, die im Westen in die Kreisstadt Cieszyn (Teschen) sowie zur Grenze nach Tschechien führt und im Osten als S1 Bielsko-Biała erreicht.